# 德雷顿 (北达科他州)
德雷顿（英語：Drayton），是美国北达科他州下属的一座城市。根据2010年美国人口普查，该市有人口824人。2011年估计该市有人口816人，相对于2010年，增长率为?0.97%。